# Bataille de Saintes
 (janvier 2018).
Si vous disposez d'ouvrages ou d'articles de référence ou si vous connaissez des sites web de qualité traitant du thème abordé ici, merci de compléter l'article en donnant les références utiles à sa vérifiabilité et en les liant à la section « Notes et références ».
Ne doit pas être confondu avec Bataille des Saintes.
Guerre de Cent Ans
Batailles
La bataille de Saintes est une bataille de la guerre de Cent Ans qui s’est déroulée en 1351 à Saintes en Aquitaine entre les Anglais et les Français. Les Français étaient en train d'assiéger la ville de Saintes lorsque des renforts anglais vinrent soulager la ville. Les Anglais mirent en déroute les assiégeants.